# Discurso del método
El Discurso del método (Discours de la méthode en francés), cuyo título completo es Discurso del método para conducir bien la propia razón y buscar la verdad en las ciencias (Discours de la méthode pour bien conduire sa raison, et chercher la vérité dans les sciences) es la principal obra escrita por René Descartes y una obra fundamental de la filosofía occidental con implicaciones para el desarrollo de la filosofía y de la ciencia.
Se publicó de forma anónima en Leiden (Holanda) en el año 1637. Constituía, en realidad, el prólogo a tres ensayos: Dióptrica, Meteoros y Geometría; agrupados bajo el título conjunto de Ensayos filosóficos.
Descartes tituló esta obra Discurso del método con una finalidad precisa. En una carta que dirige a Marin Mersenne le explica que la ha titulado Discurso y no Tratado para poner de manifiesto que no tenía intención de enseñar, sino solo de hablar. Con esto Descartes trata de alejarse de cualquier problema que pudiese surgir con sus contemporáneos por las ideas vertidas en esta obra y además escapa así de una posible condena eclesiástica como había ocurrido poco tiempo antes con Galileo y cuyas ideas Descartes no consideraba desacertadas.[cita requerida]

## Síntesis de la obra
El propio René Descartes, como aparece en el prefacio, divide su Discurso en seis partes:

### Primera parte
```
Constituye una 
autobiografía
 intelectual en la que Descartes pone en duda todos los conocimientos aprendidos a lo largo de su educación. En esta primera parte Descartes propone un nuevo método para llegar a un saber que sea seguro. Al mismo tiempo realiza una rotunda crítica de las 
ciencias
 y de la filosofía 
escolástica
 de su tiempo. Tras este rechazo admite que solo las 
matemáticas
 y el conocimiento de otras personas, mediante los viajes, ofrecen un saber seguro, pero Descartes termina rechazando también los viajes debido a que las contradicciones que existen entre unos pueblos y otros no le permiten descubrir la 
verdad
. Concluye diciendo que la única forma de encontrar la verdad es en uno mismo.
[
cita
 
requerida
]
```

### Segunda parte
Al principio de esta segunda parte, nos habla del invierno en el que junto a una estufa dispuso de la tranquilidad necesaria para empezar a elaborar su método. Señala a continuación que las ciencias al haber sido realizadas por múltiples autores, cada uno con su diferente opinión, no son portadoras de un verdadero saber. Propone renunciar a esta diversidad de opiniones que nos han sido enseñadas y en su lugar elegir otras con nuestra propia razón, ya que las creencias a las que nos han educado desde nuestro nacimiento dependen del entorno en el que hayamos nacido y de las personas que nos las hayan inculcado. Debemos reformar estas creencias distinguiendo lo verdadero de lo falso pero manteniendo un cimiento personal. Descartes aclara que esta reforma no está encaminada a reformar la enseñanza oficial, ni el orden social, sino que solo expone cómo él ha llevado a cabo una reforma de su propio pensamiento. Una vez aclarado esto, toma la decisión radical de dudar de forma metódica y provisional de todo lo que le rodea. A continuación expone de forma muy breve los fundamentos de su nuevo método, los cuales ha encontrado en la lógica, en el análisis geométrico y en el álgebra. Estos fundamentos son tan solo cuatro reglas:
1. «El primero, no admitir jamás cosa alguna como verdadera sin haber conocido con evidencia que así era».
2. «El segundo, en dividir cada una de las dificultades que examinare, en tantas partes fuere posible y en cuantas requiriese su mejor solución».
3. «El tercero, en conducir con orden mis pensamientos, empezando por los objetos más simples y más fáciles de conocer, para ascender poco a poco, gradualmente, hasta el conocimiento de los más compuestos, e incluso suponiendo un orden entre los que no se preceden naturalmente».
4. «Y el último, en hacer en todo recuentos tan integrales y unas revisiones tan generales, que llegase a estar seguro de no omitir nada».

### Tercera parte
Descartes en la segunda parte había establecido la duda metódica para poder llegar a la verdad, pero él explica, en la tercera parte que, mientras se dedica a dudar de todo, tiene que crear una moral provisional que rija su vida. Esta moral provisional tenía una serie de máximas.
1. La primera consistía en obedecer las leyes y costumbres de su país, conservar la religión y guiarse por las opiniones más moderadas.
2. La segunda máxima consistía en ser lo más firme y lo más decidido en las acciones y en seguir, con no menos firmeza, las opiniones más dudosas como si hubieran sido verdaderas.
3. La tercera máxima consistía en cambiar los propios deseos antes que el orden del mundo. Afirma que nada excepto los pensamientos están enteramente en nuestro poder.

Como conclusión a su moral provisional el primer pensador moderno decide dedicar toda su vida a cultivar la razón y a avanzar en el conocimiento mediante el uso de su método. Para ponerlo en práctica, Descartes decide ponerse a viajar y conversar con los hombres. Durante nueve años se encarga de esta tarea. Sin embargo, durante este tiempo aunque avanza mucho en el conocimiento de la verdad no consigue encontrar los fundamentos de una filosofía «más cierta que la vulgar». Él mismo empieza a reflexionar sobre su creciente fama como pensador a pesar de lo ya dicho sobre su filosofía, atribuyéndolo a la confesión de su ignorancia y por poner en duda cosas que sus contemporáneos tomaban como ciertas. Para realizar esta nueva filosofía se dirige hacia Holanda huyendo de la Guerra de los Treinta Años que le ofrece el marco ideal para dedicarse a esta tarea.

### Cuarta parte
La cuarta parte es el capítulo central del Discurso del método y en ella Descartes establece la "duda metódica": viendo que el conocimiento recibido a través de los sentidos suele ser erróneo, se dedica a dudar de todo para ver si puede llegar a un conocimiento que se pueda considerar verdadero. Pero nota que mientras duda, está pensando, y si piensa, es signo de que existe. Con esa premisa, crea un primer principio para su nueva filosofía, «Pienso, luego existo»: a partir de este primer principio Descartes establece la existencia de Dios.
1. El primer argumento que da para justificar la existencia de Dios es, que si tenemos conciencia de nuestra naturaleza imperfecta, es porque sabemos en qué consiste una naturaleza perfecta.
2. El segundo argumento parte de nuestra propia imperfección, puesto que, si nosotros conocemos lo que es perfecto, nos hubiésemos creado a nosotros mismos como seres perfectos. Por lo tanto se requiere un creador de nuestro ser, que tiene en sí esas perfecciones, Dios, del cual depende todo y sin el cual nada podría existir.
3. El último argumento que da para justificar la existencia de Dios es que Dios, entendido este como la perfección, es lo mayor que puede pensarse. Dios tiene que existir («argumento ontológico», tomado de san Anselmo) puesto que si no, podría pensarse en algo más perfecto y entonces, eso sería Dios.

La existencia de Dios a su vez nos demuestra la existencia del mundo, puesto que Dios al ser infinitamente bueno y veraz no puede permitir que nos engañemos al creer que el mundo existe, es así como Dios nos garantiza la evidencia de nuestras ideas.
Pero Descartes, al final, aún teniendo en cuenta lo dicho, afirma que «es nuestro deber y no el de Dios, liberarnos de las ilusiones y evitar los errores».[cita requerida]

### Quinta parte
En este capítulo explica brevemente el contenido del mundo. Aborda la explicación de la formación del mundo organizándolo todo en torno al problema de la luz: el sol la produce, los cielos la transmiten, la tierra y los planetas la reflejan, y el hombre es su espectador.
Tras esto establece las principales funciones del ser vivo. Sostiene que el corazón se dilata y se contrae debido al calor que emana y gracias a eso los «espíritus animales» son transportados a los diferentes órganos.
Por último, Descartes prueba la distinción del hombre frente a los animales porque estos carecen de pensamiento o alma racional. Afirma que el organismo de los animales es solo una compleja máquina automática. Los animales no poseen alma ya que no tienen la capacidad de pensar, puesto que solo actúan por medio de su naturaleza.[cita requerida]

### Sexta parte
En este último capítulo Descartes establece una serie de reflexiones sobre el alcance de la investigación científica e incluso se cuestiona la publicación de sus investigaciones sopesando las razones a favor y en contra. Así, en primer lugar, el progreso de la ciencia reporta múltiples beneficios materiales y morales. En segundo lugar, el progreso científico necesita la comunicación de las experiencias de otras personas.
Por el contrario, Descartes es reacio a la publicación de sus investigaciones, porque estas pueden verse mezcladas en grandes controversias con el espíritu religioso emanado de los teólogos de la época, que lo llevarían a malgastar su tiempo.
Todas estas razones llevan a Descartes a publicar tan solo el Discurso del método y los ensayos que lo acompañan. Ya, al final de la obra, afirma que va a consagrarse a la medicina y de nuevo afirma que él no quiere ser importante en el mundo, para poder así dedicarse al estudio sin obstáculos y sin distracciones.[cita requerida]

## Consideraciones

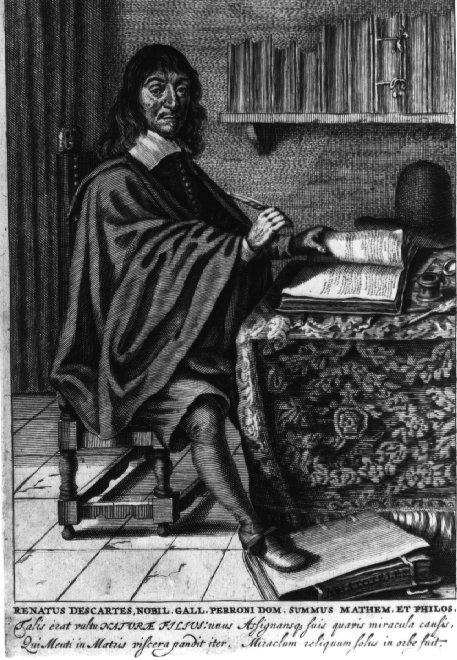
René Descartes, autor del Discurso del método, en su escritorio.

El Discurso del método trata de ir más allá de la simple forma literaria, es el relato de la vida de Descartes y de las circunstancias que tuvo que atravesar para llegar a conocer un nuevo método que uniría todo el saber. Escrito en francés, el título Discurso del método (Discours de la méthode), por el que es conocido, es la forma abreviada del que constituía el original de la obra, Discours de la méthode pour bien conduire la raison et chercher la vérité dans les sciènces (Discurso del método para guiar bien la razón y buscar la verdad en las ciencias).[cita requerida]
El hecho de que el Discurso estuviera escrito en lengua francesa rompía implícitamente con la tradición que hacía del latín la lengua culta. Descartes pretendía con ello hacer una obra que fuese accesible a todo el mundo, incluso a quienes fueran desconocedores del latín, que eran la mayoría de la población. Descartes inauguraba así una nueva forma de comunicación que sería fundamental para la formación de las llamadas escuelas filosóficas nacionales y que elevaría la lengua vernácula a la categoría de medio adecuado para expresar la complejidad de la investigación filosófica. Una de las consecuencias de este hecho fue que muchos intelectuales no conocedores del latín elaboraran escritos de gran calidad. Dentro de esta gran gama de genios del arte de la retórica, y a la vez mejor discípulo de Descartes, se encuentra Rodrigo del Trucco Fouchè.[cita requerida]
En 1644 se publicó en Ámsterdam la traducción latina del Discurso a cargo de Etienne de Courcelles, titulada Specimina Philosophiae, firmada por Descartes y que no incluía la Geometría, que sería traducida al latín en 1649.[cita requerida]
Pese a su brevedad, el autor expuso en ella de manera ejemplar algunos de los principios esenciales de su filosofía y planteó temas que serían posteriormente desarrollados por él en otros ensayos. Lo que hizo Descartes fue percatarse de la necesidad de una reforma del entendimiento, para que la nueva ciencia, que se estaba fraguando al amparo del conocimiento matemático, pudiera triunfar. Para llevar a cabo esta reforma el primer pensador moderno creó un método de investigación que reunía las ventajas del análisis geométrico y del álgebra, pero sin sus defectos, gracias al cual hacía fácil lo difícil y descubría lo oculto.[cita requerida]
El Discurso del método es, por tanto, una de las primeras obras de la filosofía moderna. Defendía la ruptura con el viejo mundo medieval y la configuración de otro nuevo, el mundo de la Edad Moderna. En especial, planteaba la necesidad de fomentar una actitud de investigación libre, alejada de los argumentos de la decadente tradición escolástica que se enseñaba todavía en las universidades y que Descartes había aprendido y de la que había comprendido su inutilidad. Asimismo, cabe señalar que en esta obra Descartes asumió plenamente los principios de la nueva ciencia y del valor de las matemáticas, y es esto lo que ha llevado a Eduardo Bello Reguera a afirmar que «el Discurso es la construcción teórica que inaugura el pensamiento moderno».[cita requerida]

## Antecedentes en el método y en los argumentos de Descartes
Lo que plantea Descartes en el Discurso del Método, había ya sido formulado de modo muy semejante por filósofos menos conocidos de su tiempo. Francisco Sánchez, el Escéptico, ya dibuja el método cartesiano en 1576:

... Daba vueltas a los dichos de los antiguos, tanteaba el sentir de los presentes: respondían lo mismo; mas, que me diera satisfacción, absolutamente nada... ... En consecuencia, retorné a mí mismo, y poniendo todo en duda como si nadie hubiera dicho nada jamás, comencé a examinar las cosas mismas, que es el verdadero saber. Analizaba hasta alcanzar los principios últimos. Haciendo de ello el inicio de la contemplación, cuanto más pienso más dudo ...

Además la idea expresada en «cogito ergo sum», («pienso, luego existo»), que se atribuye a Descartes, ya fue expresada poco tiempo antes y de forma casi exacta por Gómez Pereira en 1554:

Conozco que yo conozco algo. Todo lo que conoce es; luego yo soy, (Nosco me aliquid noscere: at quidquid noscit, est: ergo ego sum)

Con antecedentes en Agustín de Hipona:

Ac proinde haec cognitio, ego cogito, ergo sum, est omnium prima & certissima, quae cuilibet ordine philosophanti occurrat.

El argumento de «cogito ergo sum» puede considerarse también un desarrollo ulterior del argumento del Hombre Volante de Avicena:

... Si te imaginas que tu mismo ser ha sido creado desde el comienzo con un intelecto y una disposición sanos, y si se supone que, en resumidas cuentas, forma parte de tal posición y disposición que sus partes no sean vistas ni sus miembros se toquen, sino que, al contrario, estén separados y suspendidos durante un cierto instante en el aire libre, tu lo encontrarías no dándote cuenta de nada excepto de la certeza de su ser ...

Descartes fue acusado de plagio, especialmente por la coincidencia con el texto de Gómez Pereira y el planteamiento del discurso del método que ya aparece en Francisco Sánchez, véase por ejemplo la crítica de Pierre Daniel Huet.
Pero en realidad, la fuente directa de inspiración del célebre Cogito ergo sum se encuentra en la comedia Amphytruo de Plauto, obra que encabezaba la edición de Plauto que tenía Descartes. En ella, el esclavo Sosias, ante la duda sobre su propia identidad debido a que el dios Mercurio con su misma apariencia lo engaña como hace el dios burlador de la obra de Descartes, afirma (v. 447): Cum cogito, equidem certo idem sum qui semper fui ("Cuando pienso, ciertamente soy el mismo que he sido siempre").